# Ernst Biesalski (Chemiker)

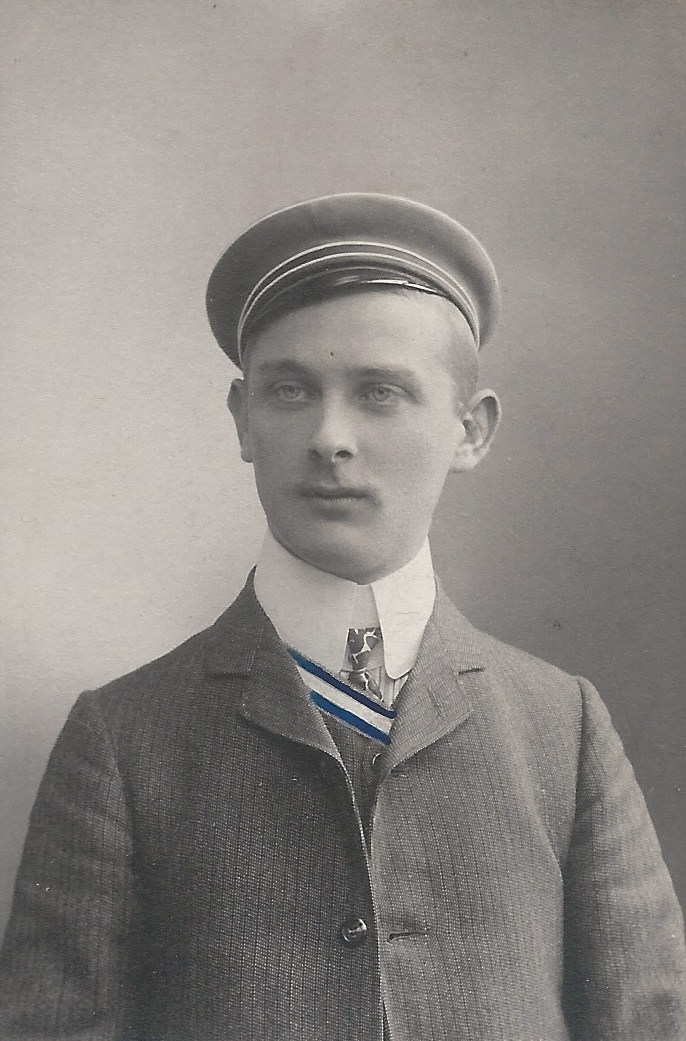
Ernst Biesalski als Fuchs des Corps Teutonia Halle

Ernst Alex P. Biesalski (* 23. Oktober 1881 in Bischofswerder, Westpreußen; † 30. Oktober 1963 in Berlin) war ein deutscher Chemiker. Er wirkte als Hochschullehrer in Berlin.

## Leben
Ernst Biesalski studierte nach dem Besuch des Luisenstädtischen Gymnasiums in Berlin an der Friedrichs-Universität Halle Chemie. Wie zuvor sein Bruder Konrad Biesalski (1868–1930) wurde er 1902 Mitglied des Corps Teutonia Halle. 1903 wurde er auch im Corps Makaria München aktiv. 1908 wurde er an der Universität Halle cum laude zum Dr. phil. promoviert und legte sein Staatsexamen ab. Er zog nach Friedenau und wurde Assistent an der TH Charlottenburg. Aus der 1910 mit Käte Schulze geschlossenen Ehe gingen drei Töchter und ein Sohn hervor. Den Ersten Weltkrieg erlebte er als Kriegsfreiwilliger von 1914 bis 1918. 1915 wurde er Leutnant. Ab 1916 unterrichtete er als Lehrer an Gasschulen in Berlin und Leverkusen. 1918 ging er als Gasoffizier nach Mazedonien. Er erhielt das Eiserne Kreuz I.
1920 war er wieder zurück in seiner Assistentenstelle und wurde 1924 Privatdozent. Seit 1928 außerordentlicher Professor für Anorganische Chemie an der Technischen Hochschule Charlottenburg und seit 1933 NSDAP-Mitglied (Nr. 2.636.974), wurde Biesalski 1934 als Ordinarius für Analytische Chemie und Chemie des Bergbaus berufen. Neben der Chemie des Bergbaus war sein Spezialgebiet die Synthetisierung von Ersatzstoffen für Pflanzenfarben. Er war Mitglied im DIN-Fachnormenausschuss Farbe (FNF/DIN). 1945 wurde er emeritiert.
Als Liebhaber und Sammler der Gattung Iris gründete er 1950 die Deutsche Iris-Gesellschaft, deren Vorsitzender er bis 1959 war. 1959 trat er von der aktiven Arbeit zurück und sollte den neu geschaffenen Posten eines Präsidenten erhalten, wozu es aber nicht kam.
In der Nachkriegszeit erhielt er 1949 das Band des Hallenser Nachfolgecorps Saxonia Frankfurt/Main. Für Erich Bauer war Biesalski der „unzweifelhaft größte Sachkenner auf dem Gebiet der studentischen Kleinkunst“. Biesalski besaß eine große Sammlung von Schattenrissen. Für den Verein für corpsstudentische Geschichtsforschung schrieb er maßgebliche Beiträge zur Geschichte der Silhouettenkunst. Heute hütet Kutz Makariae München, Franconiae Würzburg IdC, des Schacht Biesalskis Silhouettensammlung. Ernst Biesalski war ein passionierter Rosenzüchter. Er war Mitgründer und Vorsitzender der Deutschen Iris-Gesellschaft.
Ernst Biesalski lebte in Eldagsen und Berlin-Dahlem. Er starb, nur eine Woche nach seinem 82. Geburtstag, am 30. Oktober 1963 in Berlin. Er wurde im Familiengrab Biesalski auf dem Friedhof Zehlendorf beigesetzt. Dort ruht er neben seinem Bruder Konrad, der bereits 1930 an gleicher Stelle bestattet worden war.

## Schriften
- 1. Kondensation von Benzaldehyd mit Resorcin. 2. Anomalien der Raoultschen Molekulargewichtsbestimmung. Diss. Halle, 1908.
- Nachrichtenblatt der Deutschen Iris-Gesellschaft 1950–1959 (Redaktion, Beiträge)
- Pflanzenfarbenatlas für Gartenbau, Landwirtschaft und Forstwesen mit Farbzeichen nach DIN 6164. Göttingen 1957.
- Scherenschnitt und Schattenrisse. München 1964; 2. Aufl. 1978.
- Beitrag zur Kenntnis studentischer Silhouetten des K[ösener] S[enioren-]C[onvents-]V[erbands] und seiner Vorzeit. Einst und Jetzt, Bd. 1 (1956), S. 77–84.
- „Fide, sed cui vide!“ im alten Halle. Ein Beitrag zur Geschichte der dortigen Saxonia von 1802. Einst und Jetzt, Bd. 4 (1959), S. 172–187.
- Technik und Typ der studentischen Silhouette. Einst und Jetzt, Bd. 5 (1960), S. 94–101.
- Das studentische Mensurbild in einer künstlerischen Auswahl I. Einst und Jetzt, Bd. 6 (1961), S. 112–122.
- Das allgemeine deutsche Studentenbild in einer künstlerischen Auswahl. Einst und Jetzt, Bd. 7 (1962), S. 45–48.
- Das studentische Mensurbild in einer künstlerischen Auswahl II. Einst und Jetzt, Bd. 8 (1963), S. 45–52.